# Estación de La Marina (TRAM Alicante)
La Marina es una parada del TRAM Metropolitano de Alicante donde presta servicio la línea 5. Está situada en el barrio de Vistahermosa.

## Localización y características
Se encuentra ubicada entre las avenidas Jovellanos y Villajoyosa, junto al mar Mediterráneo y con vistas a la bahía de Alicante. Está frente a las playas del Postiguet y del Cocó. También, se encuentra próxima al monte Benacantil y a la Sierra Grossa.
La parada está dentro del recinto de la estación del mismo nombre y su complejo ferroviario, procedente del antiguo Trenet de la Marina, donde se encuentran los servicios centrales del Tram. En esta parada se detienen los tranvías de la línea 5. Dispone de dos andenes y dos vías, aunque los trayectos con sus dos paradas contiguas se realizan en vía única.

## Líneas y conexiones
| << Cabecera    | < Estación     | Línea | Estación > | Cabecera >>        |
| -------------- | -------------- | ----- | ---------- | ------------------ |
| Puerta del Mar | Puerta del Mar |       | Sangueta   | Plaza de La Coruña |

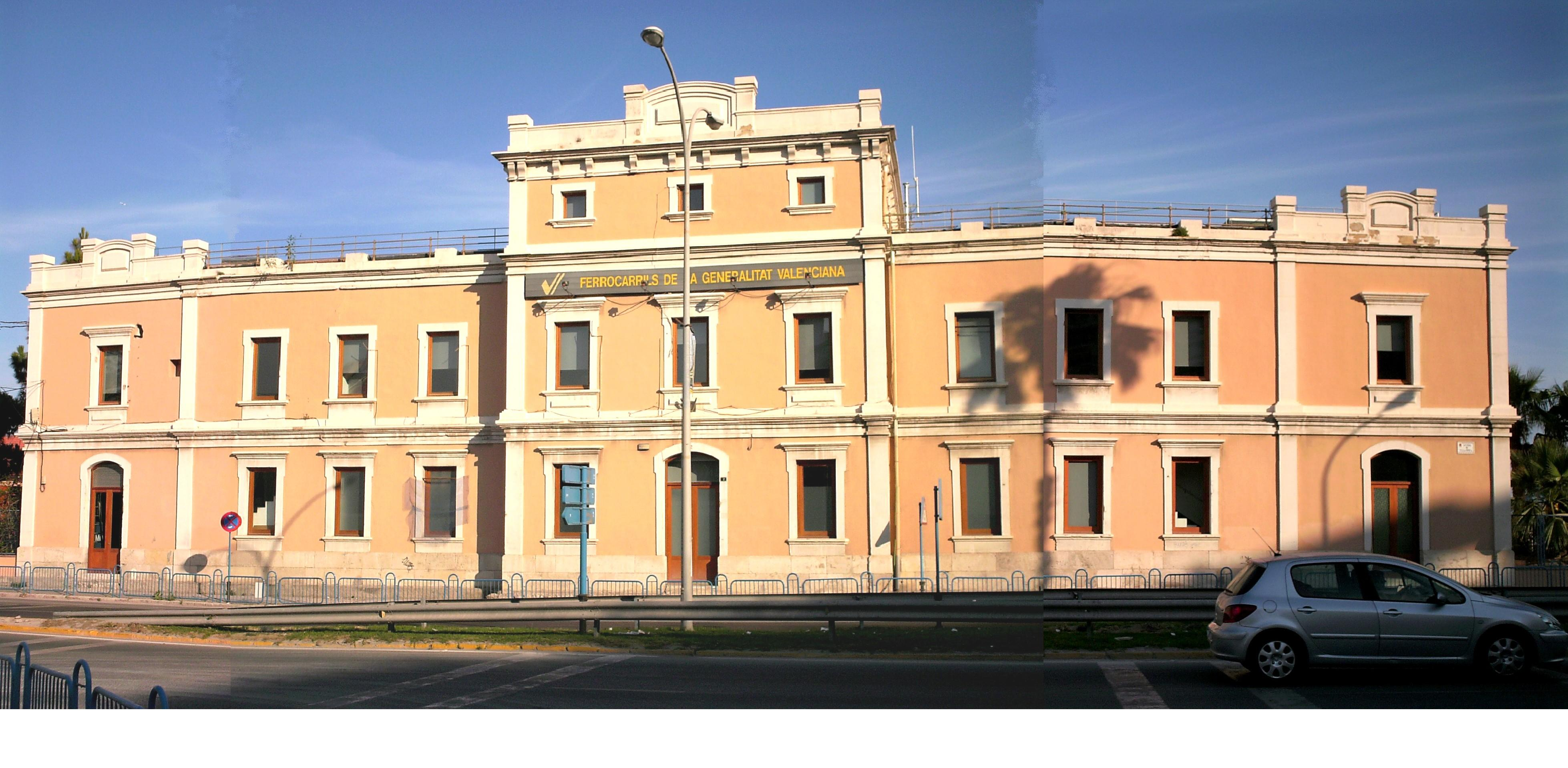
Estación de La Marina, antes de su reforma y restauración para formar parte del proyecto TRAM.

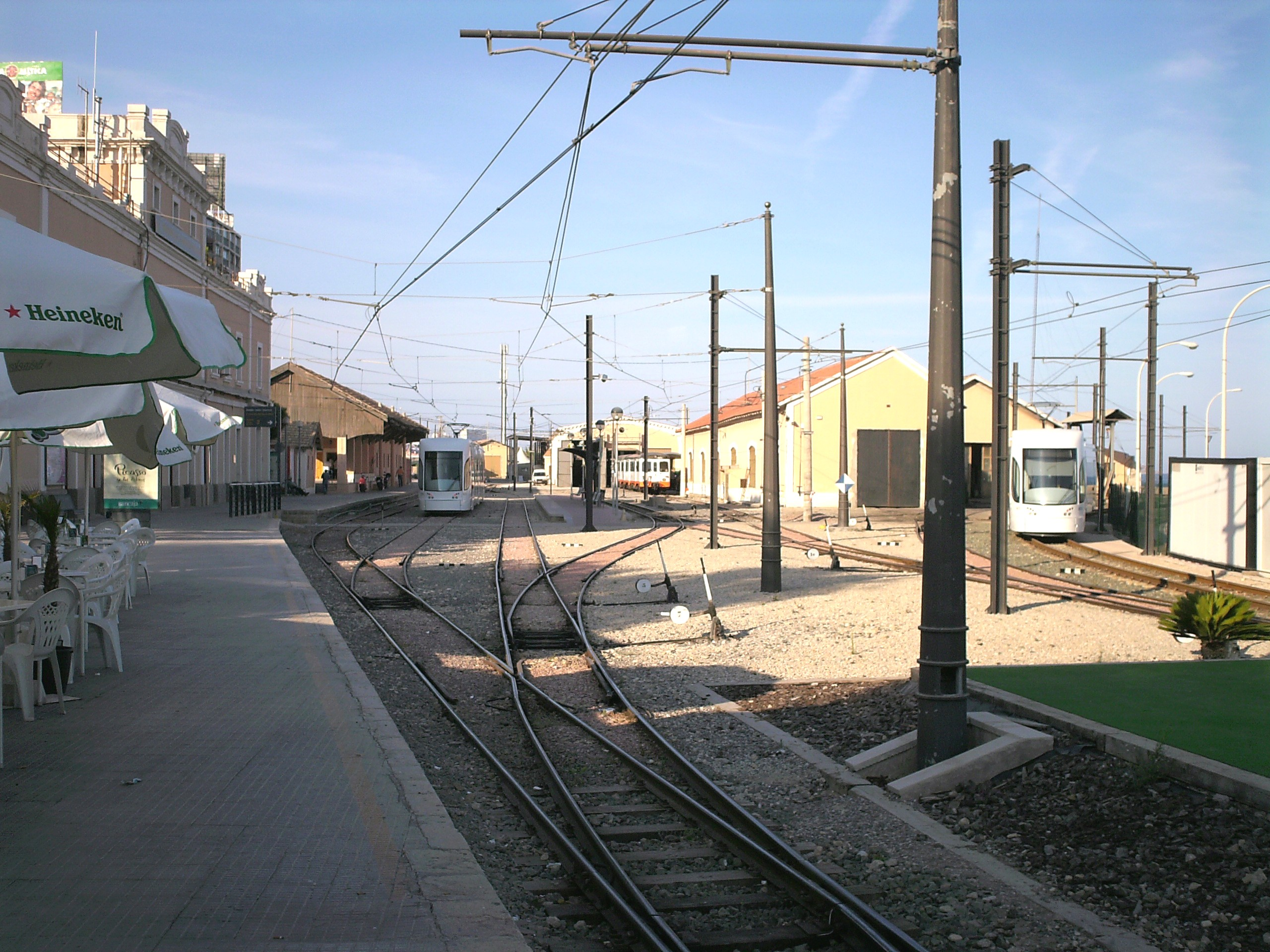
Complejo ferroviario de La Marina, con tranvías aún sin el diseño del TRAM.

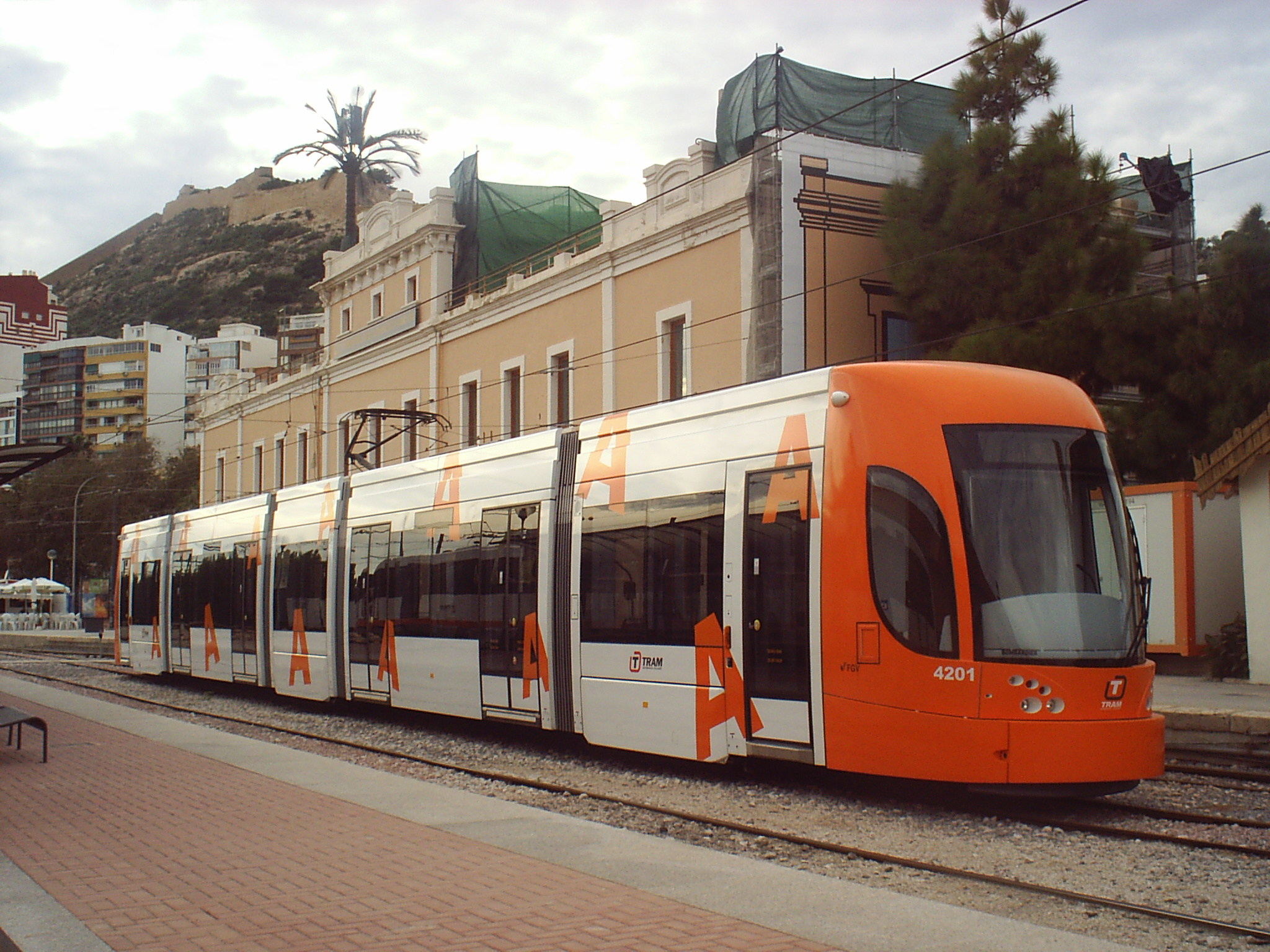
Estación de La Marina, durante su reforma y restauración, con un tranvía en sus vías.

Enlace con la línea de bus urbano TAM (Masatusa): Línea 22, Av. Óscar Esplá-Cabo de la Huerta-Playa San Juan
 y con la línea de bus interurbano TAM (Alcoyana): Línea 21, Alicante-Playa San Juan-El Campello.